# Alma Gluck
Pour les articles homonymes, voir Gluck (homonymie).
Alma Gluck est une soprano américaine d'origine roumaine, née Reba Feinsohn à Iaşi (Roumanie) le 11 mai 1884, et morte à New York (États-Unis) le 27 octobre 1938.

## Biographie
Installée très jeune aux États-Unis, elle épouse en premières noces (1902-1912) Bernard Glick. En novembre 1909, elle débute dans Werther, une production du Metropolitan Opera ("Met") de New York, sous le nom de scène d'Alma Gluck (du nom de son mari légèrement modifié) et, jusqu'au terme de son contrat avec le Met en avril 1912, se produit principalement dans le répertoire des opéras. Deux ans après son divorce, en 1914, elle se remarie avec le violoniste Efrem Zimbalist. De leur union — qui durera jusqu'au décès prématuré d'Alma en 1938 — naîtront deux enfants, dont l'acteur Efrem Zimbalist Jr. (lui-même père de l'actrice Stephanie Zimbalist). Son contrat au Met achevé, Alma Gluck se consacre uniquement (exception faite de sa participation à une représentation de Siegfried en 1915) à des activités de concerts — y compris au Met jusqu'en 1918 —, de récitals et d'enregistrements discographiques (le premier en 1911), jusqu'en 1925, année où elle décide de se retirer (quasi-définitivement, hormis quelques rares prestations isolées ultérieures, notamment une ultime apparition au Met, lors d'un concert de gala, en 1933).
Elle meurt à New York le 27 octobre 1938 d'un dysfonctionnement du foie

## Rôles

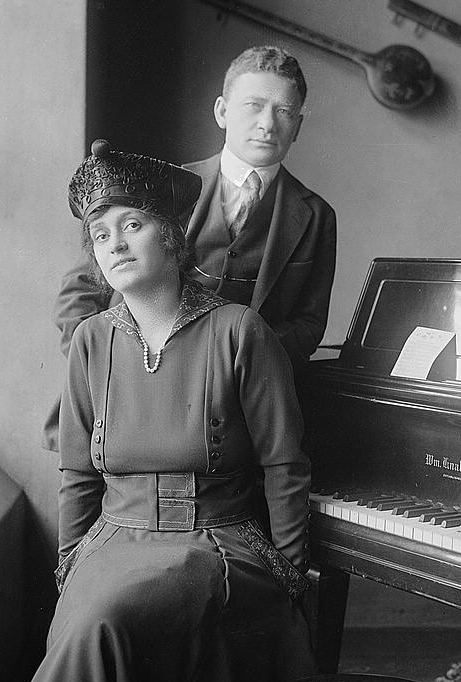
Alma Gluck et son époux Efrem Zimbalist

Productions du Met, jouées à la Metropolitan Opera House, sauf mention contraire
- 1909 : Werther de Jules Massenet, avec Edmond Clément, Geraldine Farrar, Dinh Gilly, direction musicale Egisto Tango (rôle de Sophie, interprété 7 fois jusqu'en mars 1910, la première au New Theatre (en) de New York)
- 1909 : Orfeo ed Euridice de Christoph Willibald Gluck, avec Louise Homer, Johanna Gadski, direction musicale Arturo Toscanini (rôle dans le ballet des ombres heureuses interprété 17 fois jusqu'en 1912 ; + rôle de l'Amour interprété 2 fois en 1910)
- 1909 : Il maestro di cappella de Ferdinando Paër, avec Antonio Pini-Corsi (en), direction musicale Vittorio Podesti (rôle de Geltrude, interprété 5 fois jusqu'en avril 1910, la première au New Theatre)
- 1909 : La Fiancée vendue (Prodaná nevěsta) de Bedřich Smetana, avec Emmy Destinn, Albert Reiss, direction musicale Alfred Hertz (en) (rôle d'Esmeralda, interprété 6 fois jusqu'en 1911, la première au New Theatre)
- 1910 : Aida de Giuseppe Verdi, avec Johanna Gadski, Enrico Caruso, direction musicale Arturo Toscanini (rôle de la prêtresse, interprété 2 fois en 1910, dont l'une à Philadelphie)
- 1910 : Alessandro Stradella de Friedrich von Flotow, avec Leo Slezak, direction musicale Max Bendix (en) (rôle de Leonore, interprété 6 fois en 1910)
- 1910 : Armide de Christoph Willibald Gluck, avec Olive Fremstad, Enrico Caruso, Louise Homer, direction musicale Arturo Toscanini (double rôle de Lucinde et de l'Amour, interprété 7 fois jusqu'en 1912)
- 1910: La Bohème de Giacomo Puccini, avec Enrico Caruso, direction musicale Vittorio Podesti (rôle de Mimi, interprété 8 fois jusqu'en 1912, la première à Boston)
- 1910 : Pagliacci de Ruggero Leoncavallo, avec Enrico Caruso, direction musicale Vittorio Podesti (rôle de Nedda, interprété 7 fois jusqu'en 1912)
- 1910 : Faust de Charles Gounod, avec Alessandro Bonci, direction musicale Vittorio Podesti (rôle de Marguerite, interprété 2 fois en 1910, la première à Baltimore, et une fois en 1912)
- 1910 : Parsifal de Richard Wagner, avec Olive Fremstad, Clarence Whitehill (en), direction musicale Alfred Hertz (en) (rôle d'une fille-fleur, interprété 4 fois en 1910, la première à Baltimore)
- 1910 : La Dame de pique de Piotr Ilitch Tchaïkovski, avec Emmy Destinn, Leo Slezak, direction musicale Gustav Mahler (rôle de Chloé, interprété 4 fois en 1910)
- 1910 : Das Rheingold de Richard Wagner, avec Olive Fremstad, direction musicale Alfred Hertz (en) (rôle de Freia, interprété 4 fois jusqu'en 1912)
- 1911 : Germania d'Alberto Franchetti, avec Emmy Destinn, Enrico Caruso, direction musicale Arturo Toscanini (rôle de Jane, interprété 2 fois en 1911)
- 1911 : Tannhäuser de Richard Wagner, avec Leo Slezak, Olive Fremstad, direction musicale Alfred Hertz (en) (rôle de Vénus, interprété 3 fois jusqu'en janvier 1912, la première à Montréal)
- 1912 : Rigoletto de Giuseppe Verdi, avec Enrico Caruso, Dinh Gilly, direction musicale Giuseppe Sturani (rôle de Gilda, une représentation, à Atlanta)
- 1915 : Siegfried de Richard Wagner, avec Johanna Gadski, direction musicale Alfred Hertz (en) (rôle de l'Oiseau de la forêt, une représentation, à Cambridge)